# El pacte dels llops
El pacte dels llops (títol original en francès: Le Pacte des loups) és una pel·lícula francesa dirigida per Christophe Gans el 2001. Ha estat doblada al català.

## Argument
1765. Delegat pel rei Lluís XV de França, el cavaller Grégoire de Fronsac, acompanyat pel seu vell amic Mani, un indi iroquès de la tribu Mohawk, arriben a Gévaudan per resoldre el misteri de la Bèstia de Gavaldà, que ensagna els camps locals des de fa un any. Les primeres recerques del cavaller no triguen a descobrir elements inquietants i macabres.

## Repartiment
- Samuel Le Bihan: Grégoire de Fronsac
- Vincent Cassel: Jean-François de Morangias
- Émilie Dequenne: Marianne de Morangias
- Monica Bellucci: Sylvia
- Jérémie Renier: Thomas d'Apcher
- Mark Dacascos: Mani
- Jean Yanne: El Comte de Morangias
- Jean-François Stévenin: Henri Sardis
- Jacques Perrin: Thomas d'Apcher (de gran)
- Edith Scob: Geneviève de Morangias
- Johan Leysen: Beauterne
- Bernard Farcy: Laffont
- Hans Meyer: Marquès d'Apcher
- Virginie Darmon: La Bavarde
- Philippe Nahon: Jean Chastel
- Éric Prat: Capità Duhamel
- Jean-Loup Wolff: Duc de Moncan
- Bernard Fresson: Mercier
- Christian Marc: Servidor del vell Thomas
- Karin Kriström: Hortelado de Rocher
- Vincent Gespes: Soldat
- Jean-Paul Farré: Pare Georges
- Pierre Lavit: Jacques
- Michel Puterflam: Bisbe de Mende
- Nicolas Vaude: Maxime Des Forêts
- Max Delor: Vell noble
- Christian Adam: Vell noble
- Jean-Pierre Jackson: Noble en el sopar
- Nicky Naude: La Fêlure
- Daniel Herroin: Blondin
- Gaëlle Cohen: La Loutre
- Virginie Arnaud: La Pintade
- Charles Maquignon: Valet Bordel
- Franckie Pain: La Tessier
- Isabelle Li Nouvel: Prostituta bruna
- Albane Fioretti: Prostituta de la Teissier
- Clarice Plasteig dit Caffou: Prostituta de la Teissier
- Delphine Hivernet: Valentine
- Juliette Lamboley: Cécile
- Gaspard Ulliel: Louis
- Pierre Castagne: Pare de Cécile
- Stéphane Pioffet: Camperol
- Eric Laffitte: Vilatà
- Eric Delcourt: Ajuda de camp de Beauterne

## Rebuda
- Festival de cinema romàntic de Cabourg 2001: Premi a la revelació femenina més romàntica de l'any per Émilie Dequenne
- César 2002: Millor vestuari per a Dominique Borg
- "De poderosa narrativa (...) la seva visió resulta (...) sempre entretinguda. Si hom no tem l'encreuament entre el rigor cartesià de la historicitat i la coreografia sagnant del cinema d'arts marcials, i si no li preocupa de tant en tant que el sorprenguin amb una mica de gore i vísceres, no ho dubti: aquesta és la seva pel·lícula"[3]

- "No s'ha d'oblidar que el film només aspira al gran espectacle: al costat de seqüències assolides, conviuen el buit i el culte als efectes especials."[4]